# Best of Both Worlds (singolo)
Best of Both Worlds è una canzone del gruppo musicale statunitense Van Halen, estratta come quarto singolo dall'album 5150 nel novembre 1986.

## Il brano
Insieme a Good Enough e Get Up, si tratta di uno dei pochi brani hard rock senza tastiere dell'album da cui è tratto. Diventerà un punto fermo nei concerti dal vivo durante l'era-Hagar, e sarà inoltre utilizzato nel titolo della raccolta The Best of Both Worlds pubblicata nel 2004.

## Tracce
7" Single Warner Bros. T-28505
1. Best of Both Worlds (Edit) – 3:58
2. Best of Both Worlds (Live) – 6:20

12" Promo Single Warner Bros. PRO-A-2622
1. Intro – 1:34
2. Best of Both Worlds (Live) – 4:46
3. Rock and Roll (cover dei Led Zeppelin) – 5:44

## Formazione
- Sammy Hagar – voce
- Eddie van Halen – chitarra, cori
- Michael Anthony – basso, cori
- Alex van Halen – batteria

## Classifiche
| Classifica (1986)             | Posizione massima |
| ----------------------------- | ----------------- |
| Stati Uniti (mainstream rock) | 12                |